# Cryptocanthon lobipygus
Cryptocanthon lobipygus är en skalbaggsart som beskrevs av Cook 2002. Cryptocanthon lobipygus ingår i släktet Cryptocanthon och familjen bladhorningar. Inga underarter finns listade i Catalogue of Life.